# OGIホールディングス
株式会社OGIホールディングス（オージーアイホールディングス英: OGI Holdings Co., Ltd.）は、飲食事業、レジャー事業などの持株会社。
| スタブアイコン | サブスタブ | この項目は、まだ閲覧者の調べものの参照としては役立たない、企業に関連した書きかけの項目です。この項目を加筆・訂正などしてくださる協力者を求めています（PJ:経済）。 |